# 羽地朝秀の墓

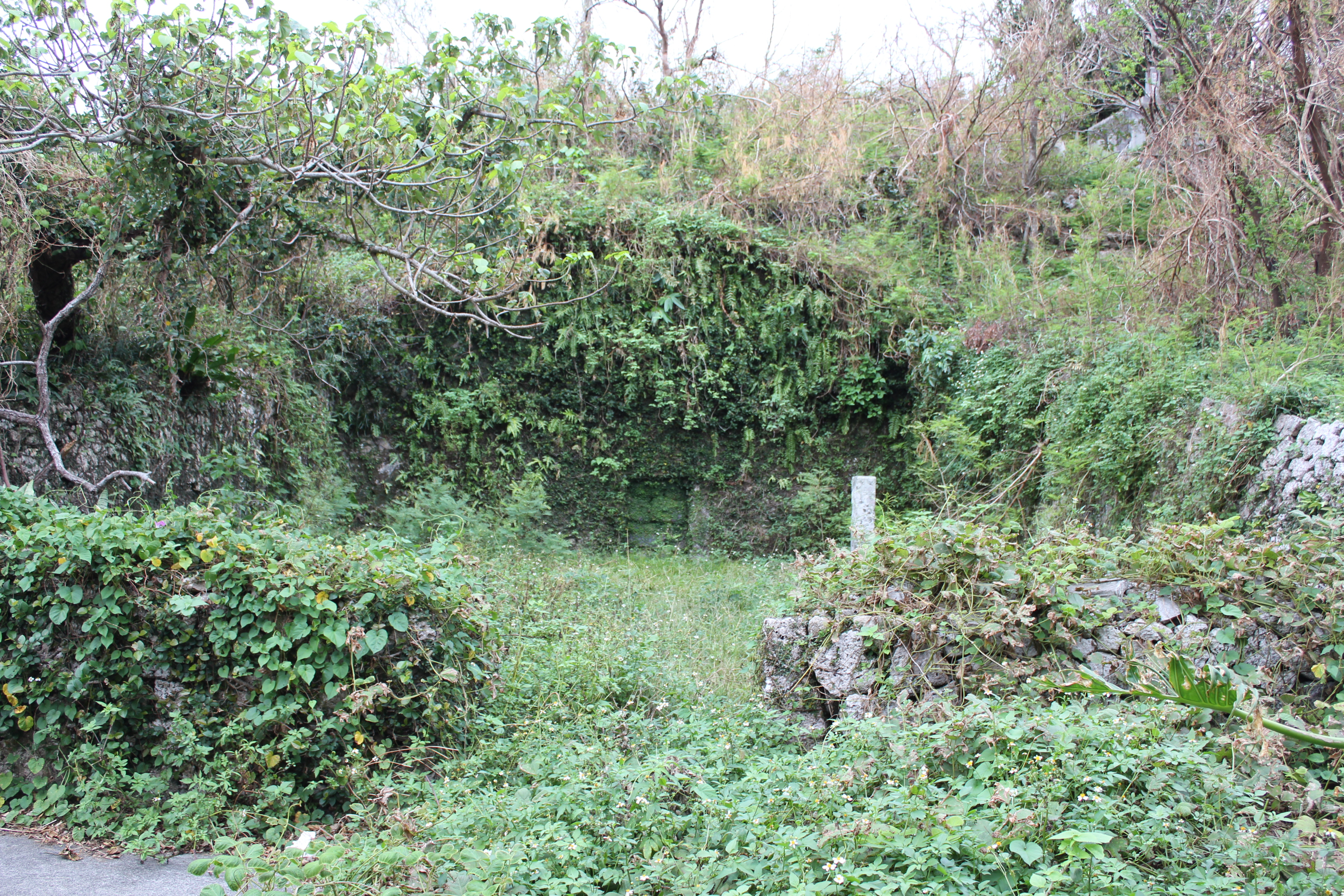
羽地朝秀の墓

羽地朝秀の墓（はねじちょうしゅうのはか）は、沖縄県那覇市首里平良町の通称チャーギ山にある琉球王国の摂政・羽地王子朝秀の墓である。墓様式は亀甲墓の祖型をなす独特の形をしている。

## 概要

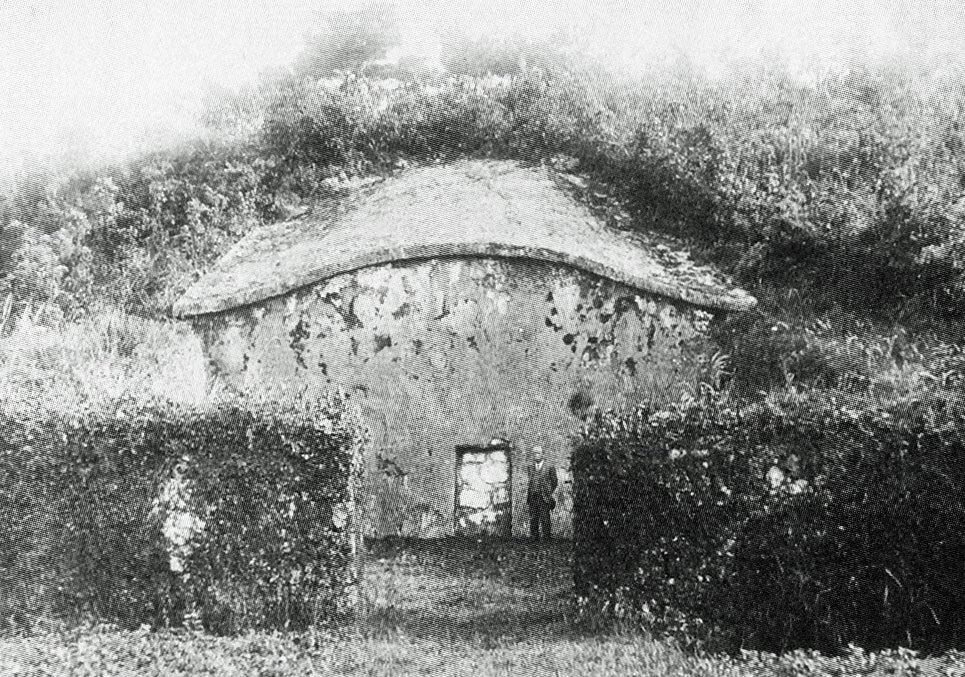
戦前の羽地朝秀の墓（1933年撮影）

羽地朝秀の墓は、正確には朝秀個人の墓ではなく、琉球王族・羽地御殿の歴代墓（家族墓）である。羽地御殿は、小禄御殿二世・尚弘業・浦添王子朝喬の三男・羽地王子朝元を系祖とする御殿（うどぅん、王家分家）である。
羽地朝秀の墓は、朝秀の父・朝泰の代に国王から拝領したもので、当初は堀込墓であったが、後年現在の亀甲墓の形に似た姿に改修されたといわれる。形は亀甲墓に似ているが、屋根は亀甲形ではなく、かまぼこ形をしており、亀甲墓に特有の臼（ウーシ）や袖石（スディイシ）といった諸要素も欠いている。
また、亀甲墓に比べて、地面からマユ（眉）と呼ばれる墓室正面の屋根までの高さも高く、墓口も大きい。墓室前には庭を囲む袖垣があるが、戦前の写真と比べると、上部が崩壊したのか高さが低くなっている。墓口近くの墓庭には「贈 正五位 羽地朝秀之墓」の文字を刻んだ石碑が1922（大正11）年に建立されている。
羽地朝秀の墓は、玉城朝薫の墓同様、亀甲墓の祖型をなす墓様式と位置づけられているが、改修年は護佐丸の墓（1686年）や伊江御殿墓（1687年）より以前であったのか、正確には分かっていない。